# 時と悟りの勝利
『時と悟りの勝利』（ときとさとりのしょうり）HWV 46a/46b/71 は、ゲオルク・フリードリヒ・ヘンデルが1707年に作曲したイタリア語のオラトリオ。ヘンデルが作曲した最初のオラトリオであり、後にイギリスに渡ったヘンデルによって2回にわたって改作され、『時と真理の勝利』と改題の上で上演されている。
美や快楽といった過ぎ去るものよりも、時や悟りを重んずるべきという内容の寓意劇である。

## 時と悟りの勝利（1707年）
『時と悟りの勝利』（イタリア語: Il Trionfo del Tempo e del Disinganno、HWV 46a）は、1707年にローマで作曲された全2部からなるオラトリオである。ヘンデルがオペラでなくオラトリオを書いたのは、当時のローマでオペラの上演が禁止されていたという外的な理由にもとづく。
台本はパンフィーリ枢機卿(en)による。
合唱曲は1曲も含まれていない。器楽に特徴的な箇所が多い。第1部の途中に現れる「ソナタ」は独奏オルガンほかさまざまな楽器による手のこんだ独奏パッセージを含む。
ヘンデルの初期の伝記を書いたマナリングによると、この曲を指揮したアルカンジェロ・コレッリは、ヘンデルによるフランス風序曲を理解できず、ヘンデルはイタリア風のシンフォニアを別に書いたという。

## 時と真理の勝利（1737年）
ヘンデルは1737年に旧作を大幅に改訂し、『時と真理の勝利』（イタリア語: Il Trionfo del Tempo e della Verità、HWV 46b）と改題して上演した。歌詞はイタリア語のままである。
この改訂版では原曲にあった半音階主義の多用を簡略化し、あわせて新しい音楽がつけ加えられた。2部から3部に増やされ、合唱が加えられている。
1737年3月23日にロンドンのコヴェント・ガーデンで上演された。1739年にも再演されている。
ヘンデルの没後、この版が演奏される機会はほとんどなかったが、2000年にNaxosから全曲を録音した3枚組CDが出た。

## 時と真理の勝利（1757年）
最晩年の1757年に、歌詞を英語に改めた『時と真理の勝利』（英語: The Triumph of Time and Truth、HWV 71）を上演している。これはヘンデルが上演した最後の新作オラトリオとなった。ヘンデルはすでに失明していたが、助手のジョン・スミス(John Christopher Smith)の助けによって改作された。
台本はトマス・モーレルによって英語に翻訳された。
1757年3月11日に初演された。同年の四旬節のシーズン中に4回演奏され、1758年にも1回演奏された。

## 登場人物
1707年の初版では登場人物は以下の4人であった。
- 美（Bellezza、ソプラノ）
- 快楽（Piacere、ソプラノ）
- 時（Tempo、テノール）
- 悟り（Disinganno、アルト）